# Gerhard Deutsch
Gerhard Deutsch va ser un nedador alemany que va competir durant les dècades de 1920 i 1930.
En el seu palmarès destaca la medalla d'or en els 100 metres esquena del Campionat d'Europa de 1931 i el campionat nacional dels 100 metres esquena del mateix any.